# 숯불

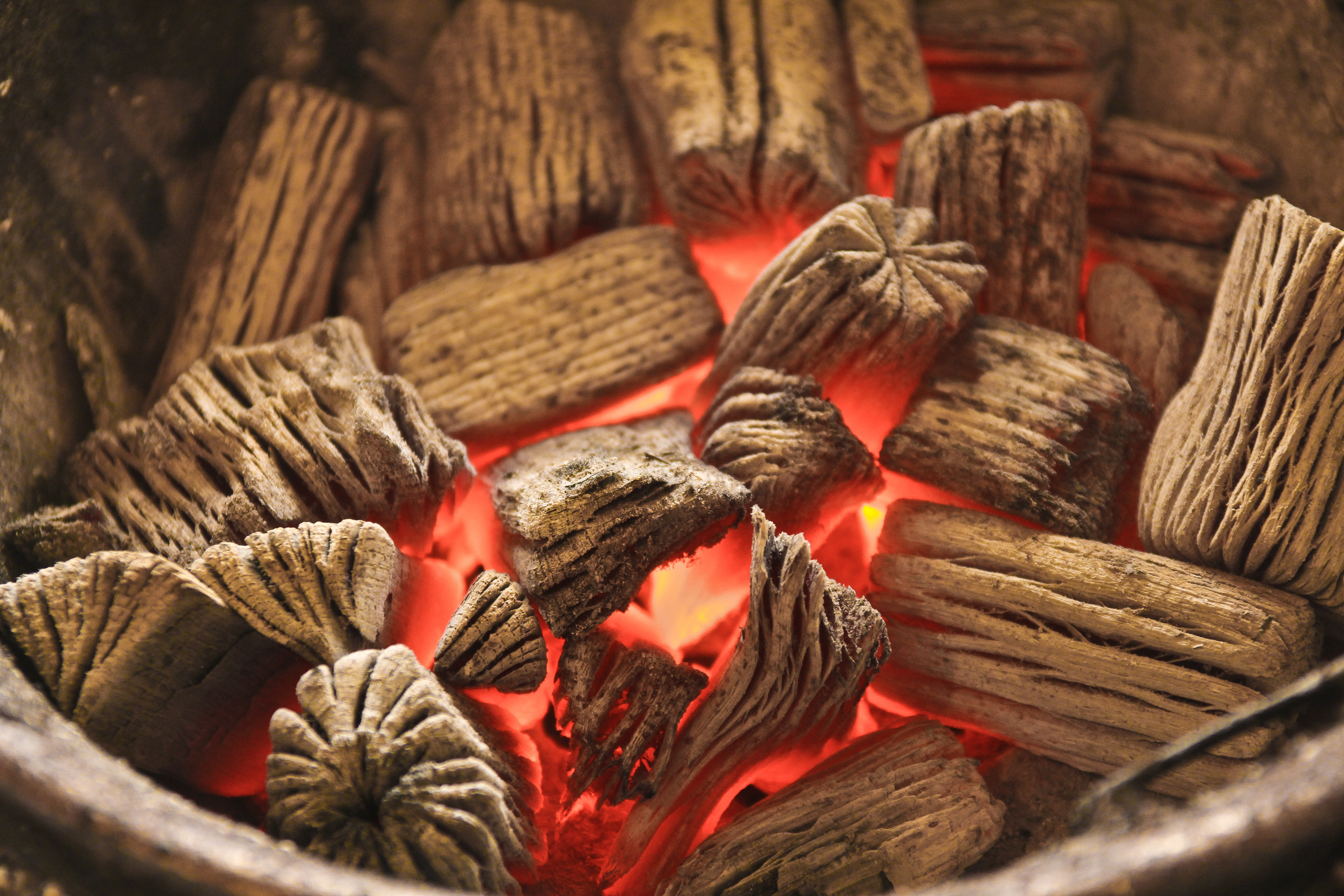
숯불

숯불은 숯(흑연)에 태운 불이다. 일산화탄소가 나온다. 캠프파이어 때 자주 쓰며, 빨간색을 띤다.